# Dwurząd murowy
Dwurząd murowy (Diplotaxis muralis (L.) D.C.) – gatunek rośliny z rodziny kapustowatych. Polska nazwa dwurząd pochodzi od tego, że jej nasiona ułożone są w owocu w dwóch rzędach.

## Rozmieszczenie
Rodzimy obszar jego występowania to południowo-zachodnia Europa i północna Afryka. Rozprzestrzenił się jednak jako gatunek zawleczony i obecnie występuje na wszystkich (poza Antarktydą) kontynentach i na wielu wyspach. W Europie Środkowej po raz pierwszy zanotowano jego występowanie na przełomie XVIII i XIX wieku, a na terenie Polski w Poznaniu w 1851 r. Począwszy od połowy XX wieku liczba jego stanowisk wyraźnie wzrasta, szczególnie w centrach miast. Obecnie w Polsce jest niezbyt częsty, występuje głównie w miastach.  Status gatunku we florze Polski: epekofit.

## Morfologia

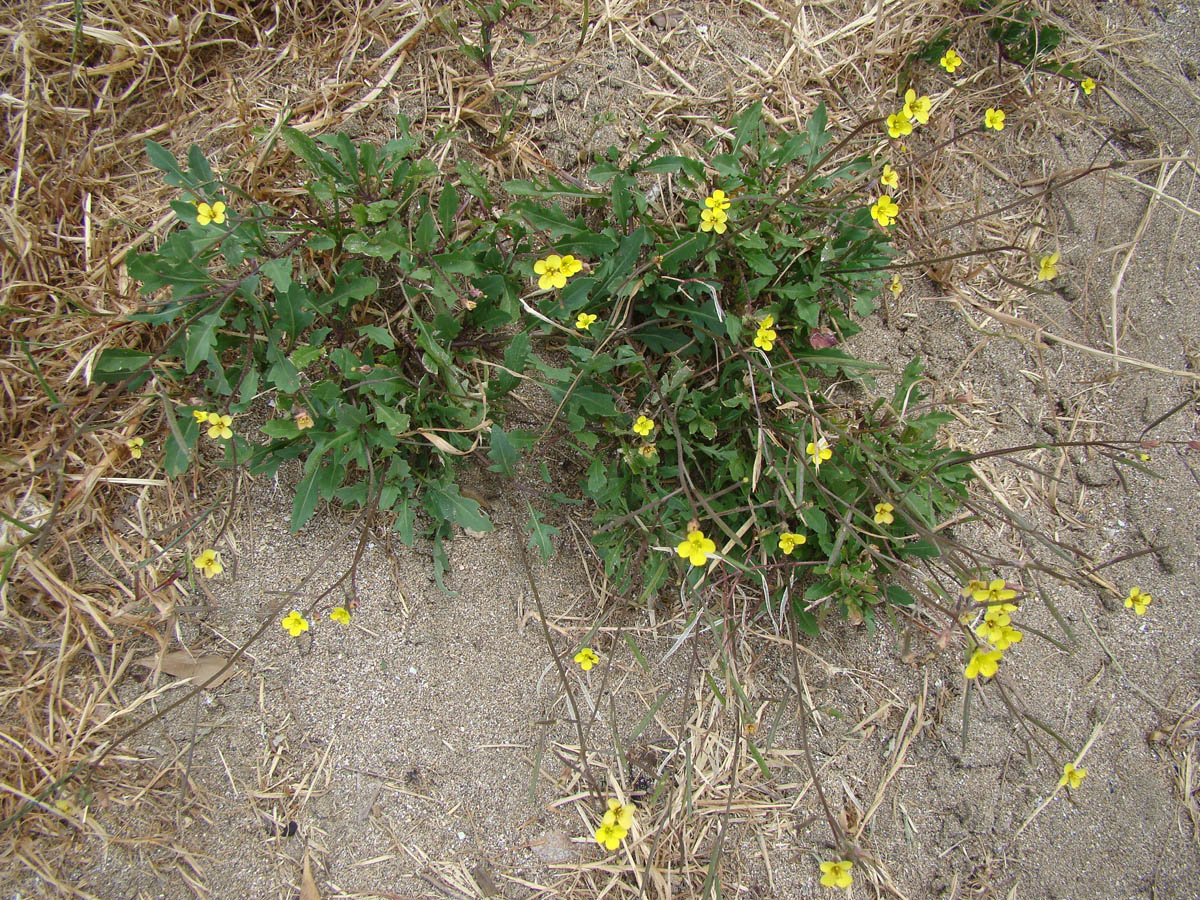
Pokrój

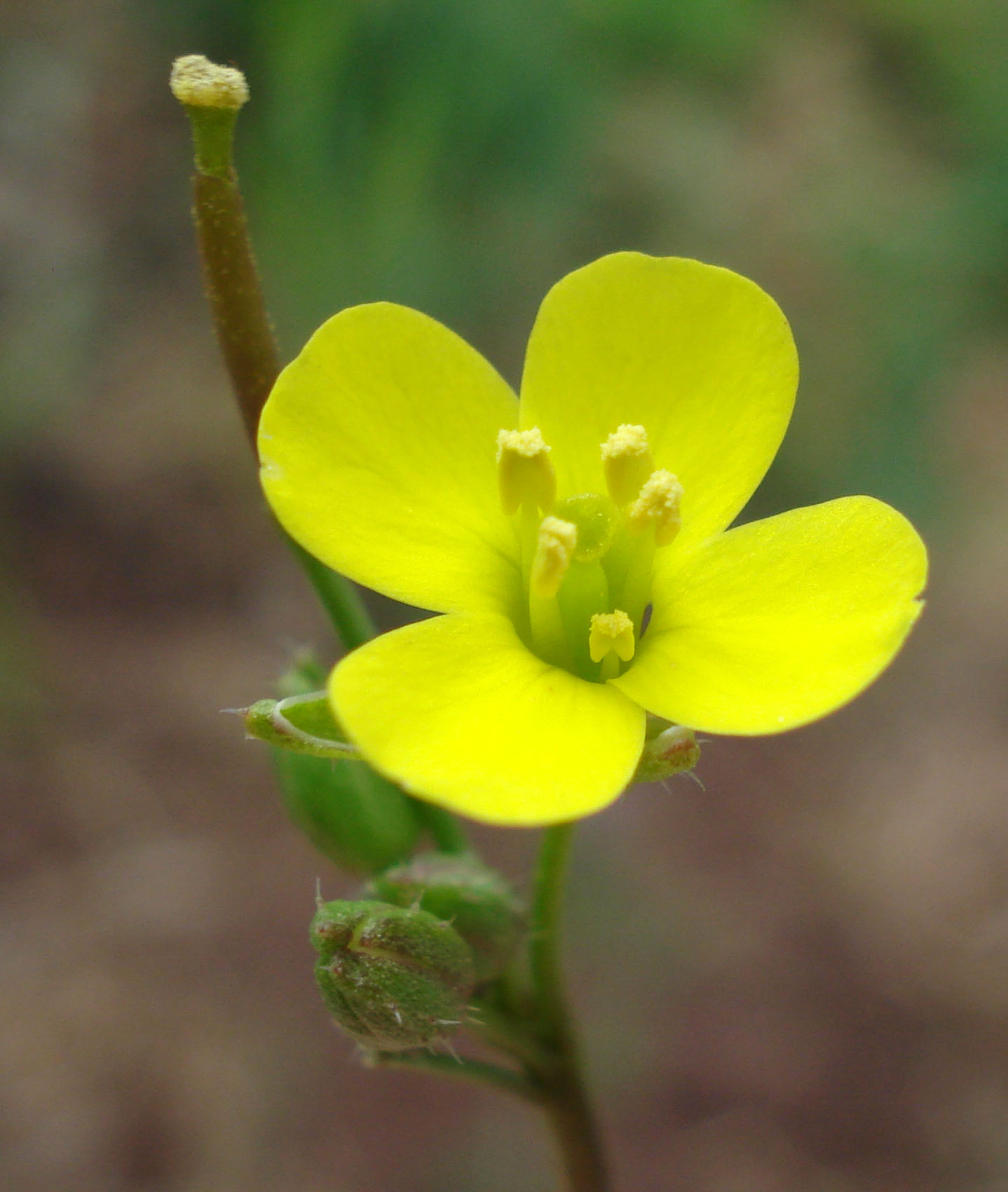
Kwiat

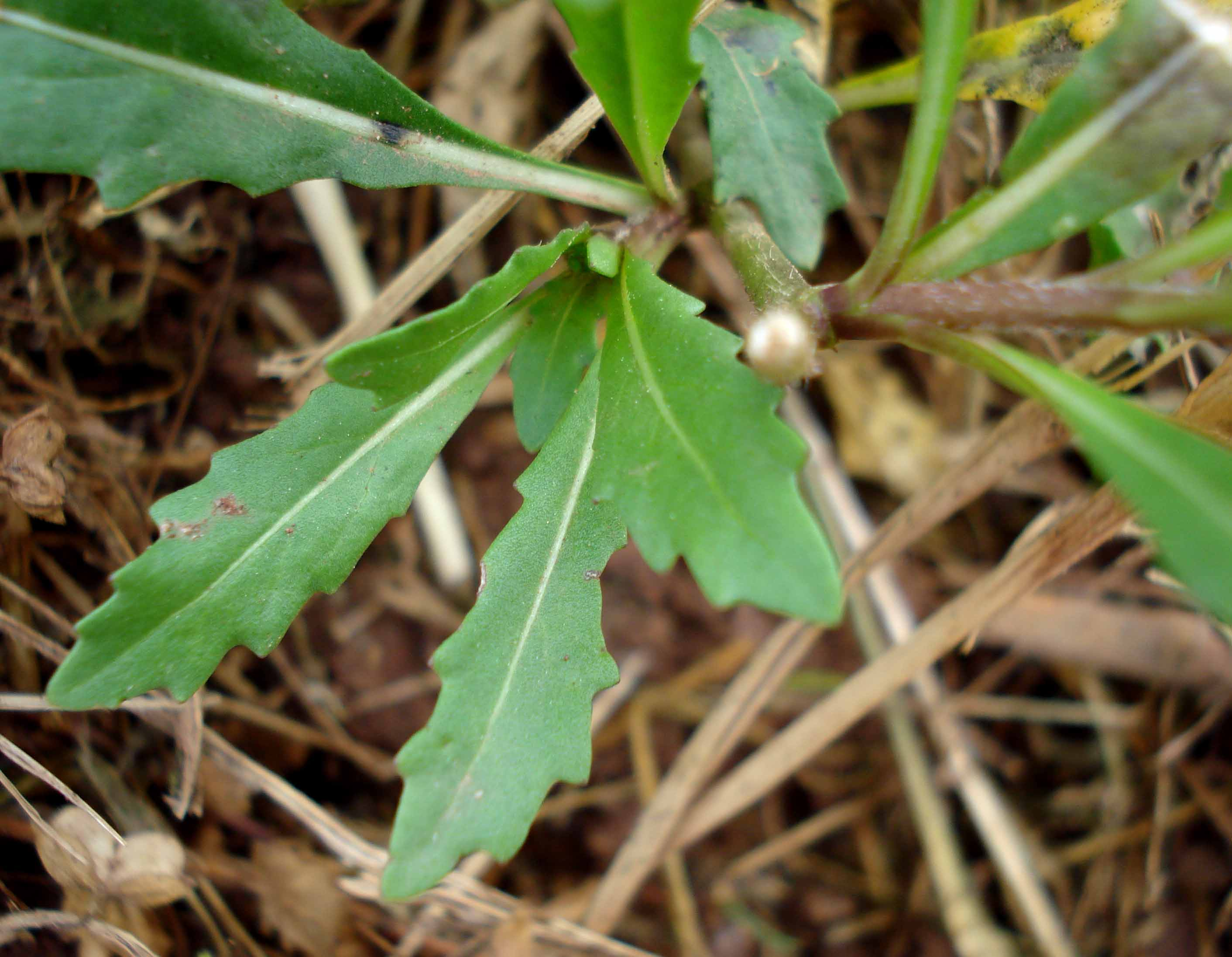
Liść

ŁodygaZazwyczaj roślina tworzy kilka łodyg o wysokości do 50 cm. Są wzniesione lub podnoszące się, nagie, lub z rzadka owłosione pojedynczymi włoskami.
LiścieOdziomkowe ogonkowe, pierzastodzielne, zatokowo-ząbkowane lub niepodzielone, łodygowe drobne i siedzące.
KwiatyZebrane w kilkukwiatowe, niewielkie grono. Kwiaty o 4 wąskoeliptycznych, biało obrzeżonych działkach kielicha i 4 odwrotnie jajowatych, cytrynowożółtych płatkach korony. Wewnątrz korony jeden słupek z dwułatkowym znamieniem i krótką szyjką oraz 6 pręcików.
OwocSpłaszczona łuszczyna z krótkim dzióbkiem na szczycie i podłużnym szwem na klapach. Wyrasta bezpośrednio na szypułce krótszej od łuszczyny, bez wyraźnego trzonka. Zawiera w dwóch rzędach liczne, jajowate i spłaszczone nasiona.
Gatunki podobneDwurząd wąskolistny (Diplotaxis tenuifolia), we florze Polski również będący epekofitem. Ma większe kwiaty, a jego łuszczyna osadzona jest na wyraźnym trzonku.

## Biologia i ekologia
RozwójRoślina jednoroczna lub dwuletnia, hemikryptofit. Kwitnie od maja do września, podczas kwitnienia wydziela delikatny zapach.
SiedliskoRoślina ruderalna, rosnąca w szczelinach chodników i murów, na przydrożach, gruzowiskach, nieużytkach i trawnikach. Spotykana jest głównie w miastach i na niżu, rzadziej w niższych położeniach górskich.
Genetyka i zmiennośćLiczba chromosomów 2n = 42, 44. Występuje w dwóch podgatunkach:
- Diplotaxis muralis subsp. ceratophylla (Batt.) Mart.-Laborde
- Diplotaxis muralis subsp. simplex (Viv.) Jafri

Korelacje międzygatunkoweNa dwurzędzie murowym pasożytuje grzyb Mycosphaerella capsellae, grzybopodobny lęgniowiec Hyaloperonospora parasitica i żerują larwy muchówki Paragephyraulus diplotaxis.

## Zastosowanie
- Liście mają smak podobny do rzeżuchy i można je dodawać do sałatek[8].
- Badania laboratoryjne wykazały, że nadziemne i podziemne części dwurządu murowego zwierają takie związki chemiczne, jak: sterole, triterpeny, kumaryny, flawonoidy, kwas ursolowy, kwas oleanolowy, kwas waniliowy, kwas izowanilinowy,  β-sitosterol, kwas p‑kumarowy, o‑kumarowy, p-hydroksybenzoesowy, kwas kawowy i kwercetyna. Istnieją więc przesłanki wskazujące na możliwość wykorzystania go w lecznictwie[9].